# Viaducto de Montabliz
El viaducto de Montabliz es un puente singular situado en la localidad de Montabliz, un despoblado del que toma su nombre. Se sitúa entre los municipios de Bárcena de Pie de Concha y Molledo en la comunidad autónoma de Cantabria (España). Esta obra de ingeniería civil es especialmente conocida por ser, a fecha de su construcción, el puente más alto de España y el sexto de Europa, con 198 metros de altura (en su parte más alta) sobre el río Bisueña.
Proyectado por la empresa Apia XXI y construido por Ferrovial, fue inaugurado el 31 de enero de 2008 después de varios años de construcción con una inversión de 26 millones de euros, siendo la obra más costosa de toda la autovía A-67.

## Características técnicas

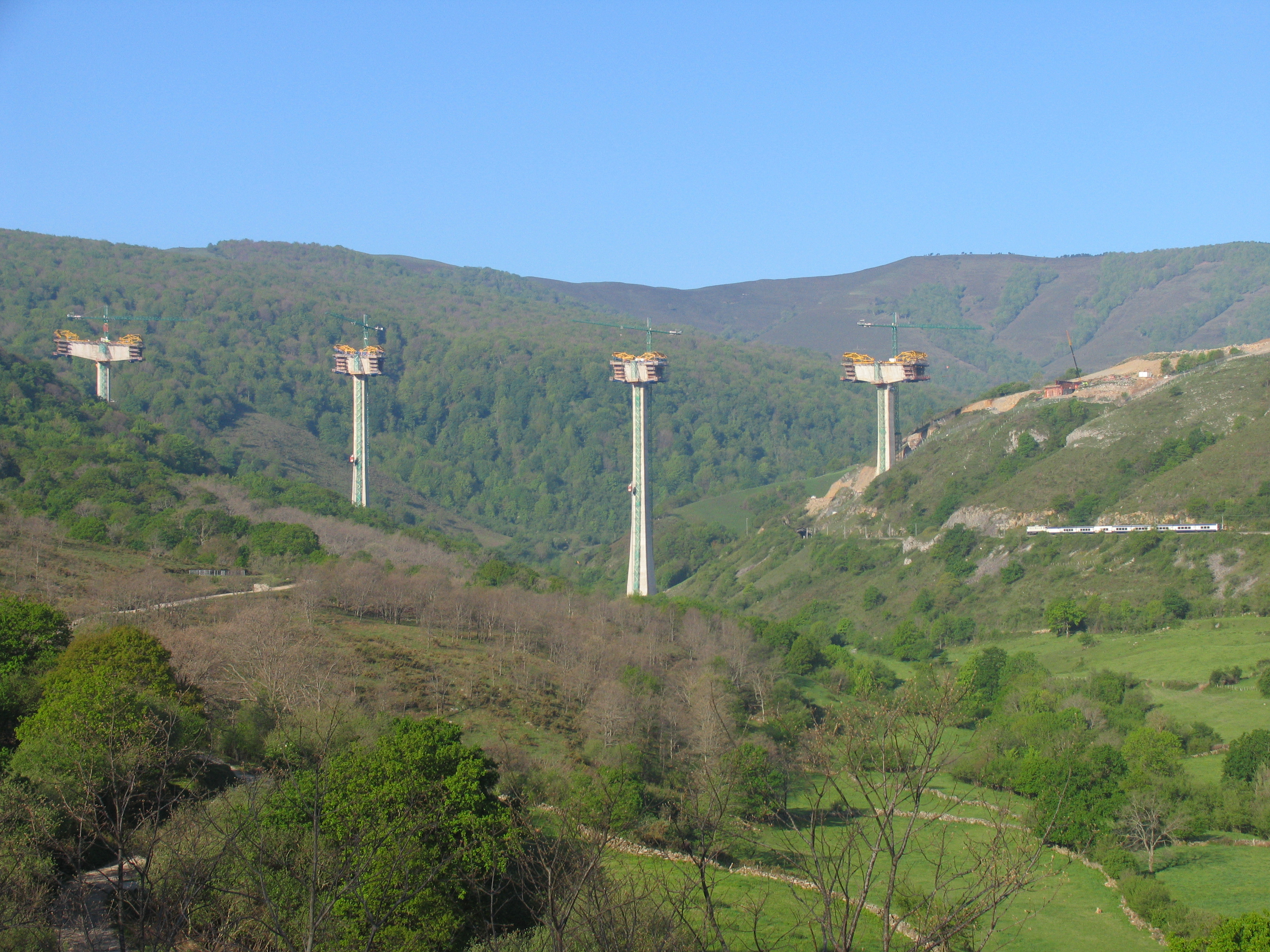
Viaducto de Montabliz durante su construcción. Las grúas estaban situadas a 160 metros de altura y se anclaron a cada pila para evitar movimientos peligrosos que comprometiesen su estabilidad.

El viaducto de Montabliz pertenece a la autovía Cantabria-Meseta (A-67) y se localiza entre las poblaciones de Molledo y Bárcena de Pie de Concha. La construcción de este tramo supuso abordar unos grandes condicionantes técnicos debido a la difícil orografía por la que atraviesa así como las importantes prescripciones medioambientales que se impusieron para su construcción.
En el caso del viaducto su construcción pretendía proteger de forma especial el relevante bosque mixto de robles y hayas de Montabliz, así como su fauna. Los vehículos que lo atraviesan circulan a una altura de 150 metros sobre el valle. Posee unas zapatas de 6 metros y cinco vanos. El central, entre las pilas 2 y 3, es de 175 metros, siendo los demás de 155, 126 y 110 metros de separación. Es el mayor vano que existe en España y uno de los mayores de Europa.
Su trazado presenta una planta curva de 700 metros de radio, con un 8% de peralte y 5,6% de pendiente.
En 2011 el Ministerio de Fomento instaló 1.500 aspersores automáticos de fundentes en los viaductos próximos a Reinosa, entre los que se encuentra el viaducto de Montabliz, debido al riesgo de hielo sobre la calzada durante los temporales invernales, ya que son la zona más sensible por su menor inercia térmica y el primer punto de la autovía en el que empieza a helar.

## Galardones
En 2010 el ingeniero de caminos cántabro Roberto Revilla Angulo, coautor del proyecto, recibió por parte de la International Association for Bridge and Structural Engineering el premio para jóvenes ingenieros IABSE 2010 por esta obra.
El 17 de febrero de 2010 se le otorga el Premio Acueducto de Segovia tanto a los promotores, ingenieros, proyectistas y constructores del proyecto "Viaducto de Montabliz".
Ese mismo año sus tres autores -Marcos Pantaleón, Patricia Olazábal y Roberto Revilla- recibieron por el diseño del Viaducto de Montabliz además de dicho premio una nominación como Estructura Singular en el tercer congreso de la Federación Internacional del Hormigón (FIB).